# Neue Erde
Die Neue Erde GmbH ist ein 1984 gegründeter Buchverlag mit Sitz in Saarbrücken. Die Stiftung Kreis der Bäume besitzt 25 % des Verlages.

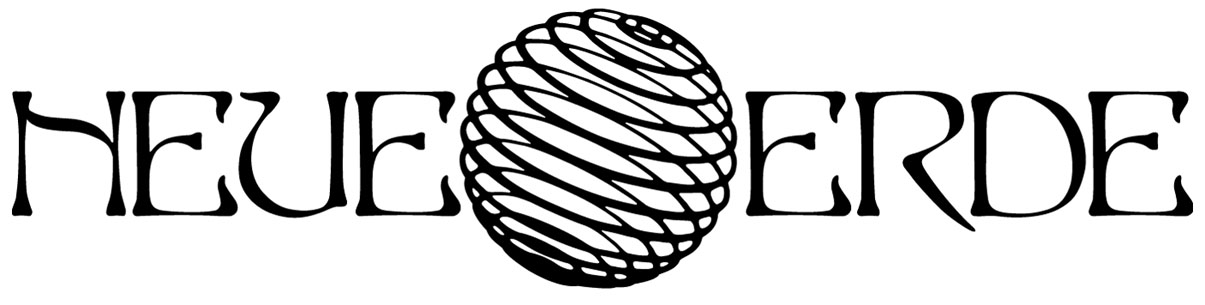
Offizielles Logo des Neue Erde Verlags

## Geschichte
Gegründet wurde der Verlag 1984 von Andreas Lentz. Heute sind fünf Mitarbeiter und mehrere freie Mitarbeiter beschäftigt. Bisher wurden über 400 Titel von mehr als 100 Autoren publiziert. Darunter befinden sich Autoren wie Michael Gienger, der auf dem Gebiet der Heilsteine forschte. Sein erstes Buch Die Steinheilkunde wurde deutschlandweit über 100.000 Mal verkauft und in mehr als 10 Sprachen übersetzt. Seit langem dabei ist auch Fred Hageneder, ein Fachmann auf dem Gebiet der Ethnobotanik. Zu den weiteren Autoren, von denen Werke im Verlag Neue Erde erschienen sind, gehören beispielsweise der Wanderbuchautor Roland Kroell, die britische Schriftstellerin Moyra Caldecott, der deutsche Künstler Hermann Haindl oder der deutsche Geomant Stefan Brönnle.
Anfang 2010 schloss sich Neue Erde mit sechs anderen Verlagen zur Marburger Gruppe zusammen. Diese Vertriebskooperation zusammen mit dem Windpferd Verlag und dem Innenwelt Verlag hat zum Ziel, die Buchhändler in einem gebündelten Vorschaupaket über ihr Programm zu informieren und über die gemeinsame Auslieferung Prolit zu beliefern. Ein weiteres Ziel dieser Kooperation ist es, wo möglich den unabhängigen Buchhandel zu stärken. (z. B. durch bessere Konditionen.)

## Programm
Der Schwerpunkt des Programms liegt auf spiritueller Ökologie, Geomantie und Naturphilosophie. Weitere Themen sind Steinheilkunde, Reflexzonen und Lebenshilfe. Der Mineralienforscher Michael Gienger hat einen Großteil seiner Bücher bei Neue Erde veröffentlicht.

## Imprints
Im Jahr 1998 wurde der Münchner Verlag „Ryvellus“ übernommen. Dadurch erweiterte sich das Themenspektrum um TCM – Traditionelle Chinesische Medizin und um die asiatische Kampfsportart Tai Chi, sowie Engel. 2006 wurde der „Iris-Verlag“ aus Amsterdam übernommen und wird als Imprint mit Titeln zur Astrologie, Tarot und Orakel weitergeführt.